# 托拉法爾加·D·瓦特爾·羅
托拉法爾加·D·瓦特爾·羅（日語：トラファルガー·D·ワーテル·ロー），為日本動漫作品《ONE PIECE》裡的一個角色。是哈特海賊團船長兼船醫，為「最凶惡世代」之一。在第二部劇情中曾任「王下七武海」之一，直到多雷斯羅薩事件的過程中被除名。

## 設計
- 創造來源取自18世紀的英國海盜愛德華·羅，全名取自拿破崙戰爭兩場戰場的特拉法加海戰和滑鐵盧戰役。同時，「瓦特爾」亦為諱名；「D」則是隱名。
- 由於姓名前段的「Tra」和日語的老虎（とら）讀音相同，所以魯夫亦以「托拉男」來稱呼他。

## 人物
羅是16年前盛產「珀鉛礦」並毀於戰爭的北海城鎮福連伯斯的遺孤，劇情裡少數已知的「D的一族」的成員。作者於20週年雜誌Magazine第四期開始，收錄以羅的少年時代為舞台的外傳小說「ONE PIECE novel LAW」。
年少時曾為唐吉訶德·多佛朗明哥的海賊團「唐吉訶德家族」成員，脫離唐吉訶德家族後自立門戶成為紅心海賊團船長兼醫生，為「頂點戰爭」爆發前海賊界11名懸賞金過億的「海賊界11位超新星」之一。「頂點戰爭」落幕兩年後，獲世界政府認可成為當時最年輕的王下七武海成員。並於龐克哈薩特篇與蒙其·D·魯夫組成「海賊同盟」，目標是擊敗四皇「百獸」海道，同時他要向時任王下七武海唐吉訶德·多佛朗明哥報仇。於多雷斯羅薩由上將藤虎宣布撤回其王下七武海的稱號，是龐克哈薩特、多雷斯羅薩篇兩篇的重要人物。
頭戴有斑點狀圖案的毛帽。留著向上飛揚的黑色短髮，配戴耳環，黑眼圈很深，上半身皆有大量刺青，分別有胸前及兩肩的「紅心圖案」（圖案中間還有類似於唐吉訶德海賊團的骷髏標誌），背後「紅心海賊團骷髏標誌」，手臂到手背的「龜甲圖案」，以及兩手每個手指則分別刺有（死亡）的字樣，下巴蓄著一小撮鬍子。
經常面帶微笑，笑意中带有諷刺、輕蔑、挑釁等的意思，為人看似黑心冷漠、也相當冷靜，語氣有時帶些懶散與無奈。心思慎密心計強，不喜歡被人命令。對於厭惡的對象會無言諷刺對其比中指，習慣在稱呼其他海賊的名字時加上「當家的」（日語：屋）。
其個性可從其他人口中得知，如「刮盤人」亞普曾說羅是個以殘忍而聞名的海賊，海軍G-5成員也說羅為了當上「王下七武海」，不惜送上100顆海賊的心臟，是個瘋狂人物。同時受童年時期的經歷影響，痛恨任何攸關海軍和世界政府的相關人事。但在和草帽海賊團結盟行動後，開始出現多元化的情感表現。討厭麵包片和梅乾，特別是梅乾，羅形容那種讓舌頭刺痛的酸味根本才是惡魔果實，作者於單行本71卷提到，羅曾因為香吉士在早餐時幫他準備放有梅乾的飯糰而和香吉士吵架。是世界經濟新聞連環漫畫「天空戰士索菈」的忠實粉絲，自稱正派讀者，因此討厭反派杰爾馬66。

## 能力

### 惡魔果實
托拉法爾加·D·瓦特爾·羅是已覺醒的超人系「手術果實」（日語：オペオペの実）能力者，自由改造人。可以產生圓球形的手術空間，將範圍內的物體自由地組合、分離或調換位置，被他能力分離的人不會因此受傷、疼痛，但若分離的個體遇上其他形式的接觸則會如同正常狀況。羅初次使用這個能力時將自己身上的器官逐一取出，並在不麻醉的狀態下將肝臟上附著大量的鉛以手術刀全部切除（手術過程讓羅劇痛難耐），成功治癒自己的鉛珀病。他曾把多名海軍的肢體分離後隨意組合。在第二部劇情領悟了附加電擊的攻擊招式和隔離能力空間內聲音的特殊技，還能掏出心臟和調換人格，但羅亦曾提到其能力會耗費體力，因此在面對強大對手戰鬥以外的場合都儘量不使用能力。
此外手術果實的最高境界為賦予人類永遠生命的「不老手術」，但作為手術的代價是能力者會在術後身亡，因此羅迄今仍未在劇中使用該項手術。

### 霸氣
托拉法爾加·D·瓦特爾·羅能夠運用見聞色霸氣、武裝色霸氣。

### 佩刀
- 「鬼哭」

是一把主體為黑色、大小和刀型類似野太刀的妖刀，沒有列入刀的評級。其刀鞘外表從上到下都刻有「十」字型小圖案，綁著紅色的束繩，護手上有毛茸茸的護物。

## 劇中表現
- 童年時代

羅出生於盛產珀鉛而被世人所知的北海城鎮福連伯斯，自幼接受從醫的雙親指導，習得許多醫學方面的知識。因為世界政府長期刻意隱瞞珀鉛被開發便會散發毒性和長期於接觸者體內累積毒素的特質，以至於包含羅在內的福連伯斯居民皆罹患了會使病患及其後代膚色異常蒼白且縮短壽命，最終乃至於令病患斷絕子嗣的「珀鉛病」，但當時被蒙在鼓裡的的福連伯斯居民仍未察覺珀鉛礦的危險性，仍持續地開發和拓展珀鉛業。
直至10歲那年，羅翻閱自己的醫療資料，才得知自己已因為罹患珀鉛病僅剩3年兩個月的壽命。與此同時，多數罹患珀鉛病的福連伯斯居民均於此時併發症狀，但由於世界政府刻意置之不理，加上鄰國誤認珀鉛病為可怕的傳染疾病，陸續對福連伯斯實行隔離措施，甚至殺害染病的福連伯斯居民，終於令福連伯斯為了自衛而和鄰國爆發戰爭，最終除了僥倖逃出福連伯斯的羅以外，包含羅的雙親和重病的妹妹菈米在內的所有鎮民無一倖免於難，羅自此認定世界政府是害他家破人亡的元凶，開始仇視任何與世界政府和海軍有關聯的人士，並立誓將放眼所及的一切全數摧毀。
- 隸屬唐吉訶德家族時期

逃出福連伯斯的羅將自己的全身綁滿炸彈，親自造訪年輕時的唐吉訶德·多佛朗明哥，要求對方讓他加入唐吉訶德家族的海賊團。最初，多佛朗明哥對於一個小孩明目張膽的闖進他的本營感到詫異，羅即告訴多佛朗明哥，他已經不久於人世，想將放眼所及的一切全數摧毀。多佛朗明哥從羅的身上看見兒時自己的影子，看好羅會在10年後成為自己的左右手，於是他表示自己正從事黑市貿易，而盜賣惡魔果實是常見之事，遂提出讓羅在3年內尋找可治癒自身疾病的惡魔果實的條件，同意讓羅成為唐吉訶德家族的成員。
加入唐吉訶德家族的羅立誓要在3年內將所有的一切摧毀，卻在首次遇見時任花色幹部之「二代」柯拉遜（Corazon，紅心）暨海軍臥底中校的唐吉訶德·羅希南特（多佛朗明哥之弟）時被其拋摔出屋外，對其心生不滿的羅試圖持刀刺殺羅希南特未遂，未料羅希南特沒有檢舉還掩護羅的作為。待在家族的期間，羅經過高級幹部帝雅曼鐵、拉歐·G、古拉迪斯的指導，學習刀術、體術和銃術。直至暗殺羅希南特未遂的兩年後，羅於某日向唐吉訶德家族的成員BABY5和水牛透漏自己的諱名和隱名，被聽到此事的羅希南特抓去追問，羅希南特神色緊張地告誡羅不應該留在多佛朗明哥的身邊，表示多佛郎明哥性格裡的惡之根源是與生俱來，是個名符其實的「怪物」，還告知羅其實是和天龍人對立，被稱做「神的天敵」的「D的一族」的血脈成員。羅見到羅希南特如此掩護他，有感於對方曾幫忙掩飾他兩年前試圖刺殺其的恩情，遂取消向幹部告密的念頭，羅希南特則冒著觸怒多佛朗明哥的風險，帶著羅出海四處尋求可醫治珀鉛病的名醫。受到福連伯斯戰爭和眾人以訛傳訛的影響，許多國家的醫院拒絕治療並歧視畏懼患病的羅，唯獨羅希南特仍義憤填膺地為羅打抱不平，此舉令羅為羅希南特的無私付出感到動容，亦將之視為恩人相待。
羅希南特帶著羅出海尋醫的半年後，多佛朗明哥忽然致電給羅希南特，告知兩人海軍已經準備龐大的交易額，欲購得可醫治羅的「手術果實」，而不明其價值的海賊正準備接受這筆交易，並希望由羅希南特親自服用這顆果實。但是羅希南特因為已經服用「寧靜果實」成為惡魔果實能力者，無法再接受第2顆果實的能力，更因此察覺多佛朗明哥已經發現他的臥底身分，欲置他於死地，於是決定為了拯救羅而介入這場交易。羅希南特透過電話蟲和人在海軍本部的「佛」之戰國聯繫，確認唐吉訶德海賊團成員會在3週後於交易進行的3天前，抵達北海的魯貝克島，而海軍將會在鄰近的斯瓦羅島進行埋伏，藉此機會將包含多佛朗明哥在內的唐吉訶德家族成員徹底殲滅。
然而，羅的病情卻於此時忽然惡化，羅希南特迪為了拯救羅的生命，毅然冒著會和多佛朗明哥、海軍和世界政府為敵的風險，決定搶在多佛朗明哥之前取得「手術果實」，兩人遂搭乘小船挺過暴風雨的襲擊，成功地在交易進行的3天前，抵達欲和海軍交易的海賊暨原海軍將校迪耶斯·巴雷魯茲駐紮的密尼翁島。羅希南特運用「寧靜果實」的能力趁隙襲擊迪耶斯·巴雷魯茲所屬的海賊團，成功奪得「手術果實」並讓羅服下，卻在準備和羅會合的途中遭敵方開槍射傷，用盡力氣而無法動彈，遂委託羅將能夠整救多雷斯羅薩的關鍵資料交付給海軍，但沒想到羅求助的海軍竟是「初代」柯拉遜暨多佛朗明哥派往海軍擔任間諜的「鬼竹」威爾可，羅希南特眼見自己臥底的身分被揭發，連準備交給海軍的關鍵資料亦被威爾可攔截，自己還被毆成重傷，在多佛朗明哥得知消息後亦指示旗下幹部抵達島上並準備將他滅口，還運用惡魔果實能力形成「鳥籠」將島上所有人困於其中。
羅希南特意識到自己的生命已經走至盡頭，因此他亦希望留給羅的是自己的笑容，遂指示羅躲藏在某個寶箱裡，還特意使用「寧靜果實」的能力保證羅在這段期間無法發出聲音，並且在關上寶箱前，細聲告訴羅「我愛你」這句話。最終，羅在寶箱裡躲藏的期間，親耳聽見羅希南特為替他爭取自由而遭多佛朗明哥開槍射殺的經過而悲慟不已。待羅希南特斷氣後，羅趁隙離開寶箱準備逃離該座島嶼，為羅希南特的犧牲在島上放聲哭嚎，雖因為「寧靜果實」的能力隨著羅希南特的死去解除，令哭聲傳遍了整座島嶼，但剛好鶴的軍艦正對島上展開炮擊，致使炮擊聲把羅的哭聲給隱蓋住，讓唐吉訶德家族的團員並沒有發覺到羅其實還在島上，而羅也順勢脫離家族
多佛朗明哥稱仍將羅視為自己的弟弟般看待，甚至為了他至今保留著花色幹部之一「三代」柯拉遜的位置，但其實羅已經為羅希南特被多佛朗明哥殺害一事對他懷恨在心，亦埋下日後討伐多佛朗明哥的伏筆。
- 哈特海賊團的誕生（官方小說補充）

羅照著羅希南特的指示，三天後獨自一人成功抵達位於隔壁的史瓦洛島，又累又餓的羅像看見綠洲般雀躍不已，然而自身的珀鉛病加上雙親被殺害的恐怖記憶，使得羅不敢再相信任何人，於是來到附近的洞穴打算生活一陣子，為了解決讓他痛苦的珀鉛病問題，羅初次展現手術果實能力，將自身肝臟取出後，在不麻醉的狀態下成功切除附著在肝臟上的鉛，卻因為手術的疼痛而暈倒，被自稱天才發明家的老人沃爾夫救起，沃爾夫的座右銘是「Give&Take」，以替其工作換取吃住為條件收留了羅，每天早上羅都會替他打掃、務農、製造機械，雖然辛苦卻覺得非常快樂，兩人的關係也變得形同父子，某天羅在樹林裡發現兩個小混混少年正在欺負一隻白熊，一開始羅很驚訝居然有白熊會說人話，但仔細想想以前有聽說過世界上有會說話的馴鹿，似乎也覺得沒什麼好大驚小怪的了，小混混少年夏奇和企鵝發現羅後，並上前找他麻煩，但馬上就被手術果實能力擊倒，其後白熊向羅介紹自己是來自佐烏的純毛族培波，為了找尋當海賊的哥哥而從佐烏出海，卻不小心坐錯船漂流到北海，為了報答羅的恩情而自願成為他的小弟，就在羅將培波帶回沃爾夫家沒多久，附近的樹林突然發出巨大的爆炸聲，在與培波聽聞爆炸聲趕到現場時發現腹部受重傷的夏奇，以及一隻手被炸彈炸斷的企鵝，躺在地上痛得不斷哀嚎，原來他們在吃飯時遭遇聞香而來的野豬攻擊，企鵝為了救被野豬的獠牙刺穿的夏奇，拿出偷來的炸彈準備攻擊野豬，不料炸彈卻在手中引爆，兩人將他們帶回沃爾夫的家中準備進行手術，在沃爾夫與培波的幫助下，羅花了一個晚上的時間，成功將兩人從死神手中搶救回來，企鵝的斷手也被成功接回，在休養的期間羅詢問兩人的來歷，他們才娓娓道出原本是各自有著幸福家庭的孩子，然而半年前一場海嘯意外奪走了他父母的性命，成為孤兒的兩人並寄住在夏奇的叔叔家，後因為無法忍受叔叔一家人將他們當成犯罪的工具而決定逃家，羅同情兩人的遭遇，並將他們收為自己的小弟，沃爾夫雖然抱怨羅又擅自帶外人回家卻還是接納了他們，這個家頓時變得熱鬧起來，羅那受傷的心靈也因為這些夥伴的出現而逐漸被治癒。
兩個月後，沃爾夫開始要求眾人必須要到鎮上工作，履行當初的約定，害怕與人群接觸的羅百般不情願，當然其他三人也是，尤其夏奇和企鵝又有前科在身，但他們也理解不可能一直在別人家白吃白住的道理，於是在沃爾夫的帶領下來到史瓦洛島的城鎮「歡樂鎮」，映入羅眼簾的除了熱鬧的街景，還有居民對他們這些外地人的友善態度，這與過去羅希南特帶他就醫時，那些對其珀鉛病露出懼怕嫌惡表情的醫生護士完全不同，沃爾夫解釋這個歡樂鎮二十幾年前曾遭遇他兒子．海賊巴克的毀滅，重生後居民建立了「帶給大家歡樂和溫暖包容」的標語，在這裡不必擔心過去所受到的歧視，隨後沃爾夫動用自己在鎮上的人際關係，替四個人找到了合適且中意的工作，讓他們終於把出發前不安拋諸腦後，就在心滿意足的眾人準備回家之際，沃爾夫突然表示離開前有件事必須要先解决，夏奇和企鵝內心有種不好的預感，因為他們前往的地方，就是過去讓兩人受苦的叔叔嬸嬸家，當叔叔看到兩人時相當高興，並詢問沃爾夫打算開價多少才肯將這兩個「道具」還給他，羅對於自己小弟受到的待遇感到無比憤怒，正準備出手教訓眼前這個人渣時，沃爾夫卻先一步的將對方打倒在地，並且找來了鎮上的警察到家中蒐索，順利逮補了叔叔和嬸嬸，原來他早在幾天前就開始搜尋叔叔一家人犯罪的證據，還為此和五名流氓打架，從叔叔的魔掌中重獲自由的夏奇和企鵝，感激的抱住了沃爾夫痛哭失聲，羅也理解到原來世界上還有像沃爾夫這樣善良的大人存在。
沃爾夫在一次飛行試驗中，因為飛行機操控不當摔落至地面受傷嚴重，為了拯救沃爾夫的性命，羅首次嘗試對自己以外的人使用手術果實能力，在歷經幾小時高難度手術後，四個人將沃爾夫從鬼門關前拉回來，曾經閱讀過惡魔果實圖鑑的沃爾夫也發現羅所擁有的能力，決定將一個驚天秘密告訴羅，其實手術果實的最高境界，即是擁有賦予人類永遠生命的「不老手術」，但代價是使用「不老手術」後施術者就會死亡，也因此全世界的人都在窺視並妄想得到這種果實，羅這才終於意識到多佛朗明哥竟然想利用自己的生命來換取永生，心中不由得產生恐懼，同時也想起柯拉遜生前提到「一旦吃下手術果實，那就得要做好與海軍、海賊，甚至政府為敵的心裡準備」，羅自責的認為如果一開始沒有這個能力，羅希南特或許就不會為此失去性命，但沃爾夫否定了這個想法，他開導羅「能力的使用方式，是取決於一個人內心的善或惡，使用此能力的人如果心存邪念終將自食惡果」，沃爾夫認為羅三番兩次的拯救了夥伴的性命，他堅信羅是可以能力導向「善」的人，沃爾夫的一番話，讓羅內心萌生出想成為一名優秀醫生的夢想，並承諾這個能力絕對只會為救人而使用。
3年後，16歲的羅從報紙上得知唐吉訶德家族成功佔領了多雷斯羅薩王國，內心五味雜陳。一日，羅結束工作前往鎮上時聽到騷動，發現有海賊入侵，培波等人也趕了過來，原來沃爾夫的兒子巴克因為在偉大的航路慘敗，又再度回到島上以此為據點作休息。巴克表明目的有兩個。一個是在島上修整，因爲他們挑戰「偉大航路」失敗，很多船員或喪命或負傷。另一個則是探尋史瓦洛島上的寶藏傳說而打算據為己有，他們在航行途中得到證據發現寶藏確實存在。之後沃爾夫趕到，卻被巴克打倒在地，換成羅與巴克對峙。巴克用自己的「醉醉果實」能力控制了島上的居民，歷經一番苦戰後，羅本想使用「ROOM」，但在夏奇的勸說下決定帶著沃爾夫暫且撤退回家。回到家後，沃爾夫向四人講起自己的過往。巴克是他的親生兒子，從小便作惡多端，在25年前左右想要出海。沃爾夫想監視他，便同他一起出海。然而巴克越來越肆無忌憚，甚至在20年前挑戰「偉大航路」失敗後放火燒毀了故鄉。沃爾夫從那以後與兒子一刀兩斷，獨自在飛燕島邊生活。沃爾夫說，巴克實爲「醉酒果實」的溶解人，不僅能溶解自身，還能溶解無形的事物，比如人心。如果被他操縱，24小時內無法解除就會死亡。而解除能力的方法便是殺死巴克，或者讓他在除了睡覺時失去意識。羅等人決心「現在」就戰鬥，他們通過屋頂的望遠鏡，推測巴克可能在島中央的神殿里，但鎮上全是失去意識的人們，他們不可能毫發無傷地前往神殿。於是沃爾夫第一次邀請羅等人前往自己的研究室。研究室位于密林深處的地下，裡面擺放著各種羅從未見過的發明。沃爾夫帶他們來到了底部的一處洞穴，裡面停著一艘黃色的潛水艇。沃爾夫說這艘潛水艇是由十分堅硬的金屬打造而成，所以可以從海中打穿地面前往陸地。就這樣，他們乘坐潛水艇從神殿下方入侵到神殿中，準備打倒巴克。

### 第一部
- 夏波帝諸島篇

初次登場的時候，羅和部下正在夏波帝諸島的街上休息，全程觀看「赤旗」多雷古挺身阻止「殺戮武士」奇拉和「怪僧」烏魯基起衝突的經過。他帶領部下抵達人口販賣場，遇上其後抵達的基德海賊團，以及為解救人魚海咪來到此處的草帽海賊團。他在與尤斯塔斯·基德碰面時露出一副不屑態度，甚至還直接朝對方比中指（動畫版改成回頭看一眼便不理會）。其後，魯夫為了替被槍擊的小八出氣，直接出拳揍飛射傷他的天龍人查爾羅斯，引起附近大量海軍包圍人口販賣場。留在現場的羅與基德被海軍視為魯夫的同伙兼主謀，被迫與草帽海賊團聯手對付海軍、殺出逃生路線。
在與海軍進行大混戰之餘，由於草帽海賊團大鬧人口販賣場並解放奴隸的緣故，順帶讓天龍人羅茲瓦德作為奴隸坐騎的壯漢海賊強帕爾獲釋，投入羅麾下成為新成員。不料之後與基德一同碰上海軍的「和平主義者」，頓時陷入苦戰。
- 頂點戰爭

「頂點戰爭」事件爆發時，與手下啟航離開夏波帝諸島，前往海軍本部營救魯夫，險遭上將「黃猿」波爾薩利諾襲擊。逃出海軍總部後，羅利用船上的急救設施對魯夫和「海俠」吉貝爾施與治療，由於擔心魯夫安危而派遣寵物蟒蛇薩洛梅追蹤羅等人的「海賊女帝」波雅·漢考克利用能力奪得一艘海軍軍艦隨即前來會合，並建議羅前往女人島暫避風頭讓魯夫休養（漫畫版羅等人僅在岸邊做短暫停留，動畫版護國戰士還曾經親自發放食物給羅等人）。在女人島短暫駐留後便啟程離去。之後，羅及其海賊團並沒有即時進入「新世界」，羅則表示他正在等待合適的時機奪取應該屬於他的東西。

### 第二部
- 龐克哈薩特

兩年後的羅頭髮略有變長，毛帽改成了貝雷帽，服裝也從原本的帽T輕便穿著變成高領大衣。期間曾引發「洛基港事件」。還曾奪取100名海賊的心臟獻給世界政府，獲世界政府認可成為當時最年輕的王下七武海成員。羅在數個月前為了調查世界政府的研究資料來到龐克哈薩特，但駐在當地的貝卡帕庫前同僚兼通緝犯凱薩為了預防叛變而要求羅交出心臟，並以其秘書莫內的心臟交給羅作交換。之後羅以其能力替島上那些無法行走的囚犯與海賊分別裝上了動物的腳，讓他們相當感激。
在龐克哈薩特篇中，羅因為收到半人馬團成員的「緊急信號」趕往現場，將鬧事的和之國武士錦衛門砍成3段並分別丟在燃燒島（下半身）、冰凍島（上半身）、實驗所監牢（頭顱），當斯摩格、達絲琪為了追捕魯夫等人而來到龐克哈薩特的冰凍島時，羅出現在建築內，並表示這兒是他的別墅。斯摩格試圖入內調查，但遭羅拒絕；正在此時，草帽海賊團的娜美、喬巴、佛朗基和香吉士為了營救屋子裡面的小孩，從羅的別墅後方衝了出來。之後，達絲琪命令部下追捕草帽海賊團，羅卻率先運用能力令他們的軍艦上下顛倒，阻止斯摩格等人離開此處，並對海軍們動武，運用能力將達絲琪等人剖成兩半；同時，羅又把逃跑中草帽海賊團其中4人的身心互相對調。
被擊倒的達絲琪不甘受辱，要求羅直接了結她的性命，反被羅以「弱者沒資格選擇死亡的形式」為由拒絕。斯摩格見到部下紛紛敗在羅的手上，挺身與羅展開決戰，並質問羅的背後是否有任何幕後人士在暗地操作；羅不但拒絕回答斯摩格的疑問，更反過來詢問海軍的目的為何，最終還趁著斯摩格不留意的時候，利用果實能力取出斯摩格的心臟，使其不支倒地。
此時，魯夫抵達羅的所在之處，為再度見到羅而高興不已。羅表示兩年前拯救魯夫的事情只是一時興起，根本不足掛齒；魯夫雖理解羅同樣也是以「ONE PIECE」為目標的競爭對手，仍當面對羅兩年前拯救他和吉貝爾一事表達感激。羅告訴魯夫他們互相都有必須取回的事物，便指引魯夫等人抵達研究所的後方，自己則留在現場將斯摩格與達絲琪的身心對調。之後將看似斯摩格的心臟交給凱薩，但後來透露羅交出的其實是莫內的心臟，以致她被凱撒誤殺而死。
羅雖為了能夠在島上自由行動，選擇和凱薩暫時合作，卻對凱薩利用興奮劑控制被囚禁的小孩感到相當不齒，隨即在離開研究所的同時，將附近的守衛利用能力大卸八塊，趕在雪山兄弟準備對調換到佛朗基身體的娜美下手前，瞬間擊敗雪山兄弟之一的史考基，對魯夫提出拉下四皇「百獸」凱多的合作計畫，並將佛朗基與喬巴換回原本的身體裡，但由於被轉換到娜美身體裡的香吉士當時不在場，遂將娜美的精神調換至香吉士的體內。
起先羅本來打算專注於引誘凱薩落入陷阱的計畫，但因為草帽海賊團堅持要救出被凱薩誘騙囚禁的孩子們、讓身體被切成3段的錦衛門恢復原狀，轉而和草帽海賊團協商分頭行動，以便於達到雙方分別追求的目標，隨即帶著因為被佛朗基擅自發動「怪物型態」、受到藍波球副作用影響而無法動彈的喬巴先行出發。抵達研究所前的魯夫海賊團遇見中將斯摩格和凱薩，和他們展開混戰，卻不慎在抓到凱薩後，被凱薩的瓦斯攻擊而陷入昏迷。另一方面，返回研究室的羅發現凱薩不在研究室，轉而對落單的莫內誆稱需要她的協助，將她引出去，卻在和莫內行至研究室走廊的途中，突然抓著左邊胸口跪地喘氣，嘴角不停的流出血。此時，多佛朗明哥的大幹部威爾可出現在羅的面前，表示自己因為不信任凱薩才將莫內安排在凱薩身邊擔任間諜的真相，隨即利用「武裝色霸氣」將羅毆打成傷，並把被凱薩的能力打倒的草帽海賊團3人（魯夫、佛朗基、羅賓）斯摩格和達絲琪一同囚禁在牢裡。
凱薩為了測試惡魔果實的性能，利用史麥利在龐克哈薩特島展開大屠殺，準備將囚禁在牢裡的一行人拋入毒氣範圍內的時候，羅委託佛朗基燒毀附近的海軍軍艦，藉著濃煙掩蓋監視器的視野範圍，利用能力為一行人解除身上的鎖鍊，還讓身心遭到調換的達絲琪和斯摩格恢復原狀，同時對斯摩格提出「不得將關於他和JOKER（多佛朗明哥）的事情公諸於世」的交換條件。隨即接受娜美的請求，將身心遭到調換的香吉士和娜美恢復正常狀態，潛入研究所深處卻再次碰見準備取其性命的威爾可，因自己的心臟受到牽制，不敵對手的攻勢而遭到重創。千鈞一髮之際，斯摩格及時趕到現場，和威爾可一決勝負。在威爾可和斯摩格交戰期間，羅透過斯摩格的煙幕掩護奪回自己的心臟，將威爾可的身體一刀兩段，並大卸八塊棄置在即將爆炸的房間中。
凱薩、BABY5和水牛敗北後，羅運用「手術果實」的能力，幫助長期被凱薩當成實驗對象的孩童清除體內的毒素，還和斯摩格短暫會談，隨即利用能力砍下BABY5和水牛的首級，將之放置在救生艇，透過電話蟲要與多佛朗明哥做「交易」，在四皇「百獸」海道因SMILE果實的交易破局而交惡（會導致唐吉訶德家族覆滅）或是放棄「七武海」地位（會導致海軍上將攻擊）做選擇，讓多佛朗明哥怒不可遏。
- 德雷斯羅薩

成功擒獲凱薩並向多佛朗明哥提出交涉後，羅跟著草帽海賊團搭上千陽號前往德雷斯羅薩，提及他在龐克哈薩特破壞了研究所用於製造「SAD」的設備，並道出「百獸」凱多正在透過SMILE果實組織了500名惡魔果實能力者的軍團，接著準備展開下個計劃「摧毀德雷斯羅薩的SMILE工廠」，作為削減「百獸」凱多戰力的計畫。後來，羅再次致電給多佛朗明哥，此時魯夫逕自搶過電話蟲，向多佛朗明哥揚言倘若其再次做出類似先前對待「褐鬍子」和餅乾房孩童的行徑，他將會毫不猶豫地將其揍飛。羅、騙人布、喬巴見狀連忙制止魯夫，向對方提出「8小時後（下午3點）會將凱薩扔在德雷斯羅薩的格林比特東南方沙灘」的交涉條件，並且在用餐時提及部下在佐烏等待他的事情，得悉錦衛門和桃之助與同伴失散的經過，還不忘提醒草帽海賊團別忘了前往德雷斯羅薩的目的。為了預防萬一，羅刻意取出自己的心臟，將凱薩的心臟置於自己的身體裡，隨即在千陽號靠岸沒多久，將自己夥伴的生命紙分給魯夫等人，交代一行人若是遇到緊急狀況，可先前往佐烏和他們會合。
羅、騙人布、羅賓、組成押送凱薩的小組，準備前往格林比特，執行交還凱薩的任務，四人在德雷斯羅薩酒館歇息的期間，得知橋樑附近的水域有鬥魚威脅往來船隻和民眾安危的消息。羅雖然並不介意格林比特附近的水域危機，卻對於多佛朗明哥辭去德雷斯羅薩領導者職位後，該國民眾竟能照常度日的異常狀態感到質疑，還意外地偶遇被世界政府派來的CP-0成員。
4人甫抵達目的地，赫然發現海軍已經搶先於此登陸，面對羅賓的質疑，羅認為海軍的行動並不在他的計劃之中，遂委託羅賓和騙人布在叢林裡執行偵查和狙擊的工作，孰料羅賓和騙人布在調查環境的期間，被隱居於格林比特叢林的頓達塔族所擒獲，羅則在約定的地點遭遇奉命抵達格林彼特調查的新任海軍上將「藤虎」一笑，以及為了對羅做出制裁而依約前來帶回凱薩的多佛朗明哥。
羅對於海軍和多佛朗明哥出其意料之外的行動感到震驚，在香吉士的警告下，驚覺自己遭受多佛朗明哥的欺騙，遂宣布取消交回凱薩的交易。藤虎向羅釐清他和魯夫之間的關聯，並表示只要草帽海賊團是隸屬於羅的部下即可免於海軍的追查，但羅選擇坦承自己和魯夫之間的同盟關係，就此從七武海中除名，並和藤虎及多佛朗明哥展開對決。
經過一番激戰，多佛朗明哥威脅羅交出凱薩的心臟，羅則趁機透過電話蟲對喬巴、娜美、布魯克、桃之助下達「前往格林比特帶走凱薩」的指令，卻被多佛朗明哥告知魯夫因為受到德雷斯羅薩鬥技場獎品為燒燒果實的利誘，所以才會留在競技場參賽無法抽身的消息。最後羅不敵「藤虎」和多佛朗明哥的攻勢，遭兩者重創倒地，並透過多佛朗明哥口述世界政府成立的歷史，獲悉多佛朗明哥正是創立世界政府的20位國王之一族的後裔。
意識到多佛朗明哥心意已決，羅決定將凱薩交與留駐在千陽號的草帽海賊團成員，並且在疾速奔向千陽號的時候，順勢解救遭多佛朗明哥重創的香吉士，命令船上的成員盡速將千陽號駛至佐烏，自己則留在格林比特和多佛朗明哥再次展開對決。羅向多佛朗明哥解釋道，他之所以選擇和草帽海賊團結盟，便是為了摧毀藏身於德雷斯羅薩的「SMILE」工廠，但只要他們如願達成目標，亦及代表雙方的盟約就此終結，決意殺死多佛朗明哥了結13年前的仇恨，但被多佛朗明哥以壓倒性的攻勢反制敗北，在其失去意識後被帶往德雷斯羅薩的皇宮。
多佛朗明哥用海樓石手銬把他綁在紅心幹部的沙發上，進行盤問時已經恢復意識。SOP計劃成功之後，魯夫衝入用碧歐菈給的鑰匙成功把他救出。見到多佛朗明哥使用能力操控多雷斯羅薩全體人民，令其互相殘殺後，羅力諫魯夫應該趁機抽身，才能讓多佛朗明哥和「百獸」凱多相互交惡，避免成為「百獸」凱多鎖定的目標，然而魯夫因為無法坐視多佛朗明哥的暴行，堅持出面迎擊多佛朗明哥，羅這才向魯夫道出多佛朗明哥於13年前殺害羅希南特的秘密，決定無論如何都要殺害多佛朗明哥替羅希南特報仇雪恨。經由蕾貝卡、羅賓、巴特洛馬和其他參賽選手的協助，魯夫終於取得手銬鑰匙替羅解鎖，兩人闖進多佛朗明哥的城堡準備與之一決勝負。
羅利用能力短暫地牽制在旁協助多佛朗明哥的托雷波爾，卻不慎在決戰期間，遭多佛朗明哥施展「線鋸」斬斷一臂。多佛朗明哥以羅終將難逃一死為由，要求羅為他施行不老手術，並以會實現羅的遺願作為交換。然而羅回答想要的願望是讓羅希南特復活以及多佛朗明哥必須去舔全多雷斯羅薩人民的屁股，並對多佛朗明哥豎起中指，因此徹底惹火多佛朗明哥，慘遭其開槍重創，並且亦遭到托雷波爾以火焰燒傷而不支倒地，多佛朗明哥看見羅的衣服上寫著「柯拉遜（Corazon）」的字樣，聯想到他身為哈特海賊團的船長而感到憤怒，指責他並未當過紅心幹部卻使用這些代號，遂在盛怒之下又對羅開了幾槍。
擊倒貝拉密趕往現場的魯夫發現重傷倒地的羅，見到多佛朗明哥則宣稱羅已經死亡，因而對多佛朗明哥展開猛攻，但卻忽然聽見羅的聲音。原來羅在倒地的時候，趁機將自己與附近昏倒的一名唐吉訶德家族的部下互換（只有身體，衣物留在原地），由替身代替自己擋下多佛朗明哥對自己的致命攻擊。羅藉由魯夫的行動當掩護，對多佛朗明哥施展能夠直接破壞內臟的絕招「伽馬刀」重創了多佛朗明哥，隨後又以對抗電震進行追擊，並在攻擊多佛朗明哥後再度不支倒地，而多佛朗明哥及時透過線線果實的能力縫合內臟作為應急處理。
當多佛朗明哥欲將羅殺死時，被魯夫擋住。但隨後魯夫遭到托雷波爾的牽制而動彈不得時，羅出言挑釁了托雷波爾，誘使後者攻擊自己，趁機利用能力給予托雷波爾重創，托雷波爾點燃了自身的黏液引發了大爆炸，意圖炸死羅。但魯夫將羅帶離爆炸範圍，同時藉由爆炸當掩護將已經昏迷的羅連同斷手一同丟到下層，交由底下待命的羅賓負責照護，多佛朗明哥使用線彈繼續追擊羅，但被卡文迪許擋住。魯夫原先要羅賓和卡文迪許等人將羅帶離，但羅這時醒來表示要留下觀戰，除了想看到多佛朗明哥的末日之外，也表示願與魯夫同生共死，此時卡文迪許表示願意陪羅留下，而雷奧和蔓雪莉也留下治療羅。
羅經由雷奧和蔓雪莉的協助治療，接回斷裂的手臂，在魯夫打敗多佛朗明哥之後，偕同一行人暫時待在居魯士的家休息。等待巴特洛馬來報告鶴中將以及戰國大督察到達多雷斯羅薩的消息，羅便隨著巴特洛馬以及索隆等人一同逃離多雷斯羅薩，卻在眾人到逹東岸的時候遇見戰國，向後者敘述羅希南特的過往。之後看到藤虎準備運用果實能力操控利用激戰後的廢墟攻擊一行人時，立即前往東港會合。
多雷斯羅薩事件落幕後，羅跟著魯夫等人和協助對抗多佛朗明哥的競技場選手們，參與慶祝戰勝多佛朗明哥暨草帽大船團成立的宴會。
- 佐烏&和之國

羅跟著魯夫等人登陸象島佐烏，得知島上純毛族居民、和之國、歷史本文三者間的淵源，和哈特海賊團成員們會合，也將海賊團成員們概括介紹給魯夫等人。香吉士被強制帶往參與賓什莫克家族與夏洛特家族的政治聯姻後，羅、魯夫等人、錦衛門等人、純毛族共同商討作戰計畫，決定先和索隆、騙人布、羅賓、佛朗基、錦衛門前往和之國。後來在和之國和魯夫等人及錦衛門等人會合，理解攸關和之國的歷史與過去，但因包括哈特海賊團成員在內的潛伏反抗者陸續失風被黑炭大蛇將軍及海道勢力捕獲，跟隨光月一族參與作戰的女忍者忍質疑羅的夥伴洩漏作戰計畫，使羅一氣之下決定獨自潛行援救其夥伴，並再度對上歸順海道勢力的霍金斯，之後其夥伴和他本人先後從牢獄脫身。
金色神樂當天，協助運送雷藏、犬嵐、菊之丞、阿修羅童子、河松前往鬼島。得知海道與BIG MOM結盟及吉貝爾加入草帽海賊團的事感到震驚。隨後與船員營救錦衛門等人，因覺得同時與兩位海上皇帝戰鬥感到十分棘手，所以讓BIG·MOM落海與海道分離後，和基德共同聯手與BIG·MOM展開最終決戰。持續以R·Room配合基德的電磁炮在地面炸出大洞，令BIG·MOM直接墜落並在火焰妖怪「火全坊」點燃炸藥所引起的爆炸倒下，後得知魯夫被海道擊敗，與馬可、基德上前對抗，準備交手時海道卻被變成太陽神尼卡的魯夫拉上屋頂。BIG·MOM和海道垮台後，獲知懸賞金提升的消息，與魯夫、基德的合作關係也到此結束，回歸競爭對手的關係，他們在常影港以抽籤方式決定未來的航行方向，根據抽籤結果，羅將駛往東北方而去。在胜者岛与黑胡子一伙的战斗。最终不敌败北，哈特海賊團遭到完全摧毀，随后被培波抱着潜入海底救走。

## 備註
1. ↑  同時兼配童年時期的羅。
2. ↑  在「ONE PIECE magazine」ONE PIECE novel LAW 劇情中，羅曾表示因為培波等人的出現，讓他有了守護夥伴的想法，於是拜託史瓦洛島的刺青師替他紋上這個刺青，象徵自己是時時刻刻與所有人的「死亡」同在的醫生
3. ↑  在「ONE PIECE magazine」ONE PIECE novel LAW 劇情中，羅和培波在沃爾夫家的農園採收梅子，培波無意間提到要用這些梅子做成好吃的梅乾，讓羅相當生氣，不准他在自己面前提到梅乾的事
4. ↑  「ONE PIECE magazine」ONE PIECE novel LAW 提及